# China Open 2003
Il China Open 2003  è stato un torneo di tennis giocato sul cemento. È stata la 7ª edizione del torneo femminile, che fa parte della categoria Tier II nell'ambito dell'WTA Tour 2003. Il torneo si è giocato a Shanghai in Cina, dal 15 al 21 settembre 2003.

## Campioni

### Singolare
Elena Dement'eva ha battuto in finale  Chanda Rubin con il punteggio di 6–3, 7–6(6)

### Doppio
Émilie Loit /  Nicole Pratt hanno battuto in finale  Ai Sugiyama /  Tamarine Tanasugarn con il punteggio di 6–3, 6–3